# Warburtons
Warburtons Ltd. – brytyjskie przedsiębiorstwo branży spożywczej, zajmujące się produkcją pieczywa. Siedziba spółki mieści się w Bolton, w Anglii.
Przedsiębiorstwo zostało założone w 1876 roku przez Ellen i Thomasa Warburtonów i do dziś pozostaje własnością rodziny Warburton. Do spółki należy 14 piekarń oraz 13 centrów dystrybucyjnych, w których zatrudnionych jest około 5000 pracowników (2011).
W 2010 roku Warburtons było najpopularniejszą marką pieczywa w Wielkiej Brytanii, z udziałem w rynku wynoszącym 24%, a zarazem drugą pod względem wielkości sprzedaży marką produktów spożywczych (za The Coca-Cola Company).